# لاك سبيد
لاك سبيد (بالإنجليزية: Lake Speed)‏ هو سائق سباق أمريكي، ولد في 17 يناير 1948 في جاكسون في الولايات المتحدة.

## وصلات خارجية
- لاك سبيد على موقع Racing-Reference.info (الإنجليزية)
- لاك سبيد على موقع قاعة ميسيسيبي للمشاهير الرياضية (الإنجليزية)